# Мерекенський сільський округ
Мереке́нський сільський округ (каз. Мереке ауылдық округі, рос. Мерекенский сельский округ) — адміністративна одиниця у складі Таскалинського району Західноказахстанської області Казахстану. Адміністративний центр — село Мереке.
Населення — 731 особа (2021; 829 у 2009, 1109 у 1999, 1459 у 1989).
Станом на 1989 рік існувала Підтяжинська сільська рада (села Бубенець, Жайкбай, Калмик, Карташево, Підтяжки). 2011 року було ліквідовано села Жайикбай та Карташово.

## Склад
До складу округу входять такі населені пункти:
| Населений пункт | Старі назви         | Населення, осіб (1989) | Населення, осіб (1999) | Населення, осіб (2009) | Населення, осіб (2021) |
| --------------- | ------------------- | ---------------------- | ---------------------- | ---------------------- | ---------------------- |
| Бубенець, село  | -                   | 79                     | 64                     | -                      | -                      |
| Жайикбай, село  | Жайкбай             | 152                    | 40                     | 10                     | -                      |
| Калмак, село    | Калмик, Калмаки     | 418                    | 226                    | 71                     | 51                     |
| Карташово, село | Карташево, Карташев | 132                    | 67                     | 18                     | -                      |
| Мереке, село    | Підтяжки            | 678                    | 712                    | 730                    | 680                    |